# Onthophagus egurianus
Onthophagus egurianus là một loài bọ cánh cứng trong họ Bọ hung (Scarabaeidae).